# Harbouey
Harbouey – miejscowość i gmina we Francji, w regionie Grand Est, w departamencie Meurthe i Mozela.
Według danych na rok 1990 gminę zamieszkiwało 100 osób, a gęstość zaludnienia wynosiła 10 osób/km² (wśród 2335 gmin Lotaryngii Harbouey plasuje się na 945. miejscu pod względem liczby ludności, natomiast pod względem powierzchni na miejscu 606.).